# 苏嘎尔布
苏嘎尔布（1964年6月—），四川越西人，彝族，中国共产党党员。中华人民共和国政治人物、第十三届全国人民代表大会四川地区代表。

## 生平
2018年2月24日，当选为第十三届全国人大代表。
2021年9月，苏嘎尔布获任命为四川省民族宗教事务委员会主任。直到2024年6月去职。